# Bizarre (film)
Bizarre è un film del 2015 diretto da Étienne Faure.
È stato presentato nella sezione Panorama al 65º Festival internazionale del cinema di Berlino. Nel giugno e agosto 2015 è stato presentato anche al Tel Aviv International LGBT Film Festival 2015.

## Trama
Maurice è un adolescente francese che abbandona la Francia ed inizia a lavorare in un hype club di Brooklyn chiamato BIZARRE. Diventa subito una specie di "mascotte" di questo incredibile club. Il proprietario e gli artisti che lo eseguono lo amano, ma Maurice non può amare a causa del passato e dei suoi segreti.

## Riconoscimenti
- 2015 - Festival internazionale del cinema di Berlino
  - Candidato al Teddy come miglior film

- 2015 - Molodist Kyiv International Film Festival
  - Candidato Sunny Bunny Prize come miglior film LGBTQ

## Sequel
Nel 2022 la regista ne ha realizzato un seguito intitolato Bizarre Again.